# Orleans (Massachusetts)
Orleans è un comune degli Stati Uniti d'America facente parte della contea di Barnstable nello stato del Massachusetts. Nel 1717 fu costruito, nel territorio del comune di Orleans, un canale chiamato "il condotto di Geremia", che attraversava la parte più stretta della penisola, collegando la parte meridionale della Baia di Capo Cod con l'oceano e che rimase attivo fino alla fine del XIX secolo.